# خوان الثاني ملك قشتالة
خوان الثاني تراستامارا أو خوان الثاني ملك قشتالة (بالكتلانية : Joan II de Castella، بالإسبانية : Juan II de Trastámara ؛ تورو، 6 مارس 1405 - بلد الوليد، 20 يوليو 1454)، ملك ليون وقشتالة من 1406 إلى 1454. وهو العاهل الرابع من آل تراستامارا على عرش قشتالة وليون.

## روابط خارجية
- خوان الثاني ملك قشتالة على موقع الموسوعة البريطانية (الإنجليزية)